# Koguty (skała)

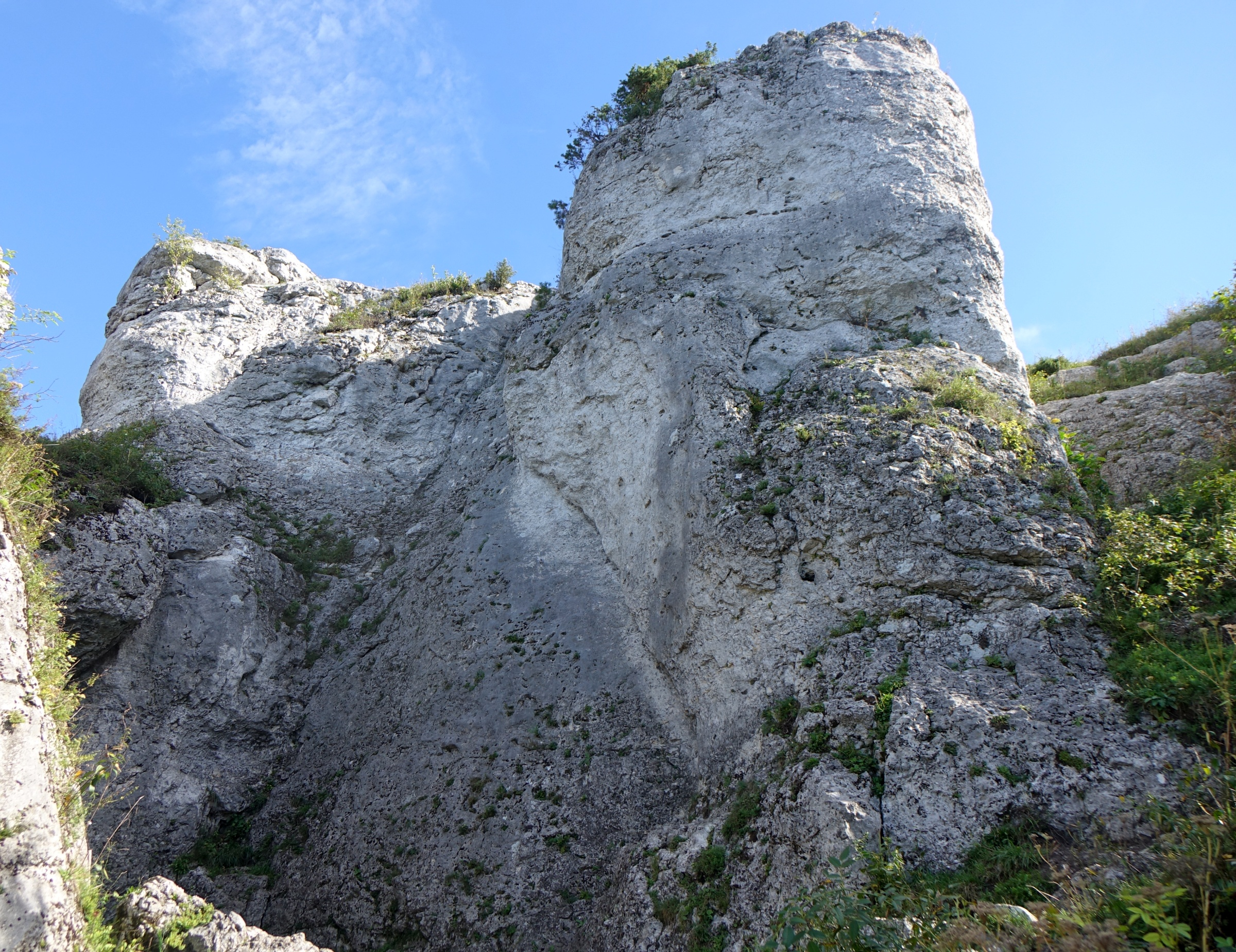

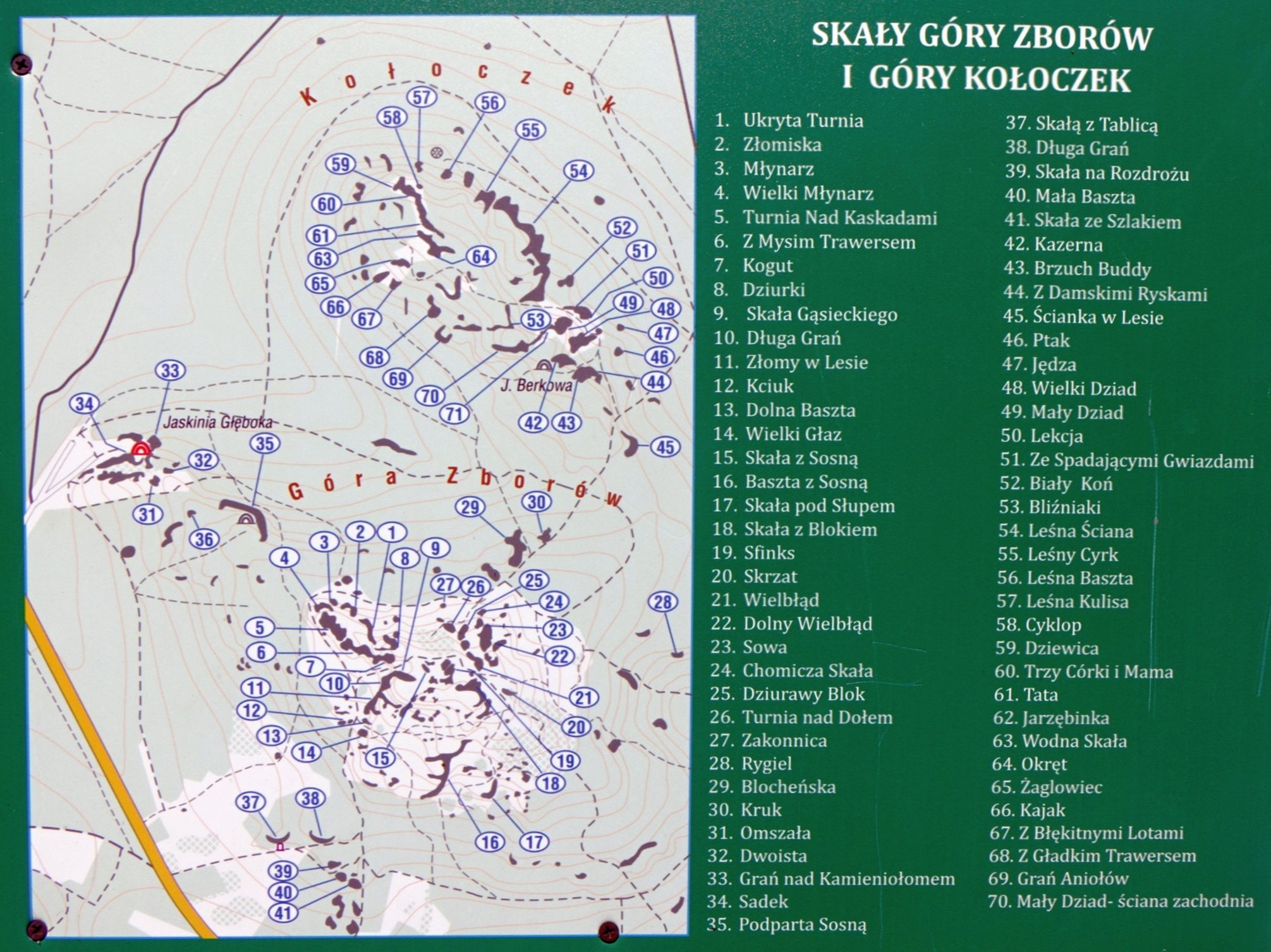
Skały Góry Zborów i Kołoczka

Koguty – skała na Górze Zborów na Wyżynie Częstochowskiej, w obrębie wsi Kroczyce w województwie śląskim, powiecie zawierciańskim, w gminie Kroczyce. Znajduje się w grupie wielu skał tego wzniesienia po prawej stronie Skały z Mysim Trawersem. Lokalizację tych skał podaje rysunek na tablicy informacyjnej przy wejściu do rezerwatu przyrody Góra Zborów (opisana jako Kogut).
Zbudowane z wapieni skały Góry Zborów to jeden z bardziej popularnych rejonów wspinaczki skalnej w okolicach Podlesic. Znajdują się w obrębie rezerwatu przyrody Góra Zborów, na określonych warunkach dopuszczono jednak na nich wspinaczkę. Skała Koguty jest średnio popularna. Znajduje się na otwartym terenie, ma ściany połogie lub pionowe. Wspinacze poprowadzili na niej 5 dróg wspinaczkowych o trudności od II do VI.3 w skali Kurtyki. Tylko na jednej zamontowano stałe punkty asekuracyjne; ringi (r) i stanowisko zjazdowe (st), na pozostałych wspinaczka tradycyjna (trad). Są też dwie możliwości poprowadzenia nowych dróg.

## Drogi wspinaczkowe
1. Szare zacięcie; II, trad, nie wystarczą same ekspresy
2. Szare dziurki; III, trad, nie wystarczą same ekspresy
3. Sokolik; IV, trad, trad, nie wystarczą same ekspresy
4. Możliwość
5. Możliwość
6. Kontrdziurki; VI.3, 3r + st
7. Rysa prezesa; V, trad, nie wystarczą same ekspresy[1].